# Benthochromis horii
Benthochromis horii és una espècie de peix de la família dels cíclids i de l'ordre dels perciformes.

## Morfologia
- Els mascles poden assolir 15,1 cm de longitud total.
- Nombre de vèrtebres: 36-38.[4]

## Hàbitat
És una espècie de clima tropical que viu entre 60-126 m de fondària.

## Distribució geogràfica
Es troba a Àfrica: llac Tanganyika.